# Jo'av Galant
Jo'av Galant (hebrejsky יואב גלנט‎, narozen 8. listopadu 1958 Jaffa, Izrael) je izraelský politik, generál a bývalý velitel Jižního velitelství. Od prosince 2022 do začátku listopadu 2024 byl ministrem obrany. Ministrem obrany byl během války Izraele s Hamásem. V minulosti byl zvažován jako budoucí náčelník Generálního štábu Izraelských obranných sil, čímž by se stal prvním náčelníkem GŠ, který vzešel z izraelského námořnictva. Dne 5. září 2010 jeho nominaci do funkce náčelníka Generálního štábu od ministra obrany Ehuda Baraka potvrdila vláda. Kvůli možným právním sporům však byla Galantova nominace stažena a do funkce náčelníka GŠ byl jmenován Benjamin Ganc.
Dne 20. května 2024 požádal žalobce Mezinárodního trestního soudu Karim Khan o vydání zatykače na ministra obrany Jo'ava Galanta spolu s premiérem Benjaminem Netanjahu a lídry Hamásu Jahjou Sinvárem, Muhammadem Dajfou a Ismáílem Haníjou, které podezřívá z válečných zločinů a zločinů proti lidskosti spáchaných během války v Pásmu Gazy, mimo jiné z využívání hladovění civilistů jako způsobu vedení války a z cílených útoků na civilisty. Dne 21. listopadu 2024 Mezinárodní trestní soud rozhodl o vydání zatykačů na izraelského premiéra Benjamina Netanjahua a v té době čerstvě odvolaného ministra obrany Jo'ava Galanta. Soud tím také odmítl podané námitky Izraele a jeho spojeneckých zemí. Avšak koncem dubna 2025 odvolací senát rozhodnutí zvrátil a soudcům nařídil, aby se námitkami Izraele znovu zabývali. Tři představitelé Hamásu, kteří podle květnové žádosti vrchního žalobce měli také být povoláni před Mezinárodní trestní soud, byli v listopadu 2024 již mrtví.

## Biografie
Narodil se v Jaffě v centrálním Izraeli a s vyznamenáním vystudoval ekonomii a management na Haifské univerzitě, kde získal titul bakalář. Vojenskou kariéru zahájil v roce 1977, kdy se stal příslušníkem elitního námořního komanda Šajetet 13. Po dokončení kurzu námořních důstojníků velel raketovému člunu. Po šesti letech působení v Šajetet 13 si vybral cestovní volno a počátkem 80. let odešel do Spojených států, kde pracoval jako dřevorubec na Aljašce. V roce 1986 se stal velitelem roty a byl povýšen do hodnosti podplukovníka. Počátkem 90. let se nakrátko přesunul do pozemních sil a v roce 1993 se stal velitelem Dženínské brigády. V roce 1994 se však opět vrátil k námořnictvu, kde tři roky velel Šajetet 13. V letech 1997 až 1999 působil jako velitel divize Gaza a posléze se stal velitelem obrněné divize Centrálního velitelství. V roce 2001 byl jmenován zástupcem velitele štábu pozemních sil. O rok později byl povýšen do hodnosti generálmajora a stal se vojenským poradcem premiéra Ariela Šarona, čímž se dostal do Generálního štábu. Když Šaron v roce 2005 prosadil jednostranné izraelské stažení z Pásma Gazy, byl Galant jmenován velitelem Jižního velitelství, kde působil do roku 2010. Z této pozice se mimo jiné zapojil do operace Lité olovo, kterou naplánoval a řídil. V říjnu jej na postu nahradil Tal Ruso.
Po odchodu z aktivní služby se zapojil do politiky. Ve volbách v roce 2015 byl zvolen do Knesetu za novou stranu Kulanu. Od května 2015 zastává ve čtvrté Netanjahuově vládě post ministra výstavby.
V prosinci 2022 byl jmenován ministrem obrany v šesté vládě Benjamina Netanjahua. Netanjahu ho však z funkce ministra obrany odvolal v březnu 2023, protože ministr tehdy vyzval k zastavení kontroverzní reformy soudnictví. Proti reformě po dobu několika měsíců pravidelně demonstrovaly desítky tisíc lidí. V dubnu 2023 proto své rozhodnutí změnil s tím, že Galant kvůli zhoršené bezpečnostní situaci v zemi ve funkci zůstane.

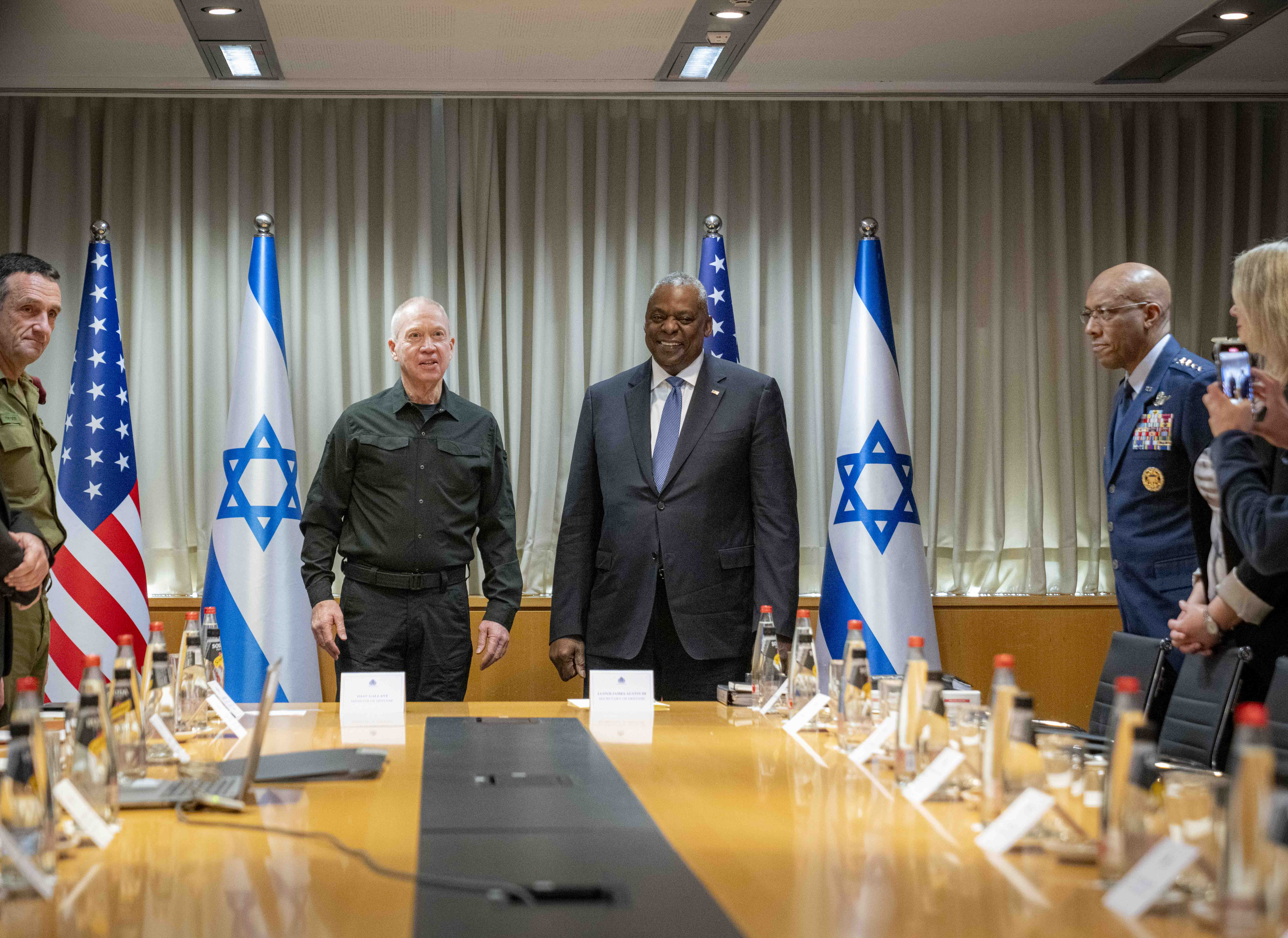
Galant a americký ministr obrany Lloyd Austin v Tel Avivu 18. prosince 2023

Po vypuknutí války v Pásmu Gazy Jo'av Galant 9. října 2023 oznámil, že IOS zahájily úplnou blokádu Pásma Gazy (zastavení veškerých dodávek vody, potravin, energií nebo paliv). Během projevu označil nepřítele dehumanizačním označením „lidská zvířata“.
Dne 20. května 2024 požádal žalobce Mezinárodního trestního soudu Karim Khan o vydání zatykače na Jo'ava Galanta za jeho podíl na údajných válečných zločinech. Žádost o zatykač žalobce podal také na premiéra Netanjahua a představitele Hamásu.
Na konci srpna 2024, podpořili vládní ministři Netanjahuův požadavek na trvající přítomnost izraelské armády v tzv. Filadelfském koridoru. Proti hlasoval jen Jo'av Galant, který s požadavkem nesouhlasil, a zdržel se ministr národní bezpečnosti Itamar Ben Gvir, který naopak chtěl zachovat poválečnou přítomnost izraelské armády v celém Pásmu Gazy, nejen v koridorech. Hlasování provázela do té doby největší roztržka mezi premiérem Netanjahuem a ministrem obrany Galantem. V ostré výměně názorů Galant obvinil premiéra, že stále novými požadavky blokuje dohody o příměří a propuštění rukojmích. Premiér odpověděl, že rozhodnutí je na něm a že jen síla může donutit Hamás ke složení zbraní. V přímé konfrontaci Netanjahu uvedl, že v případě, že by si měl vybrat mezi přítomností vojáků ve Filadelfském koridoru a propuštěním rukojmích, vybral by si vojáky.
Dne 5. listopadu 2024 Netanjahu odvolal ministra obrany Jo'ava Galanta (Likud). Ten byl jeho nejhlasitějším kritikem, který prosazoval přijetí dohody o příměří a zřízení státní vyšetřovací komise k prošetření pochybení před útokem Hamásu na Izrael. V reakci vyšly tisíce Izraelců do ulic, aby proti tomuto protestovali. Netanjahu se pokusil Galanta odvolat již v březnu 2023, kdy kritizoval jeho kontroverzní justiční reformu. Do funkce ministra obrany byl poté jmenován dosavadní ministr zahraničí Jisra'el Kac (Likud).
Je ženatý a společně se svou manželkou Claudine, která dokončila vojenskou službu v hodnosti podplukovnice, žije v mošavu Amikam. Mají dvě dcery a syna.